# Dialecto manchego

Mapa de las zonas dialectales de Castilla-La Mancha del equipo de investigación GraVa de la UCLM. El color verde claro corresponde con la expansión del dialecto o habla manchega.

El dialecto manchego o habla manchega es una variante del castellano que se emplea en parte de Castilla-La Mancha y de la Comunidad de Madrid. Su ámbito geográfico más estricto correspondería a buena parte del área central de Castilla-La Mancha y sur de la Comunidad de Madrid. A partir del trabajo del grupo de investigación GraVa de la Universidad de Castilla-La Mancha se puede concluir que el habla manchega se expande por las comarcas de La Mancha, Campo de Montiel, Mesa de Ocaña, Campo de Calatrava, La Sagra, Tierra de Alarcón, y en varias partes de las comarcas de la Vega de Toledo, La Sisla, Montes de Toledo, Sierra Morena y La Alcarria.

## Vocabulario
Dentro de su vocabulario, además de algunas variaciones fonéticas respecto del castellano estándar, encontramos en el habla manchega abundantes arcaísmos castellanos (ej. vido: vio; (e)sotro, sotri o sotre: otro). Existen, asimismo, bastantes términos muy arcaicos como zaraballo: trozo de pan, zuro: corazón de la mazorca de maíz y corcho de árbol, zurra: zurracapote, bebida espirituosa o de etimología muy dudosa como cibanto: pequeña elevación, prominencia. También se suelen crear neologismos por influencia de los artículos (el lejío: el ejido). Es muy habitual la presencia de significados diferentes para palabras homófonas en castellano: bacín (man.): sabiondo, metomentodo por bacín (cas.): orinal. A su vez, la RAE en su Diccionario de la lengua española considera bastantes mancheguismos exclusivamente como murcianismos (p. ej. tápena: alcaparra), andalucismos (p. ej. zarrio/-a: basto, zafio), aragonesismos o sin localización. Existen ejemplos de vocablos exclusivos de una localidad o grupo pequeño de localidades a los que no se le conoce relación etimológica en otras comarcas como es el caso de acasca, usado para expresar sorpresa en la zona de Albaladejo, en el Campo de Montiel; pos miaque (pues mira que), menestér que (haría falta que) de Las Pedroñeras y Villarrubia de los Ojos; o to(ma), exclusivo de Daimiel y Albacete, donde el término se utiliza para expresar sorpresa, enfado, indignación..., según la entonación y el contexto.
En muchos términos, considerados vulgarismos en otras zonas castellano-parlantes, se observa una gran tendencia al conservadurismo del habla manchega puesto que están mucho más cerca de los étimos originales (árabe o latín) que sus equivalentes castellanos. Así se dice azaite (del ar. az- zait) o enantes (del lat. in ante), agora (ahora, del latín ac hora), vide (vi, del latín vidi). Se observa algún rasgo de articulación incorrecta del árabe en términos que no deben llevarla (aljedrez o alvellana) o, incluso, variantes fosilizadas de expresiones o giros latinos (abenicio de ab initio, filio/a de filium (en la zona de Carrizosa), solespones de solis ponis, busilis de (qui)bus illis, hogaño de hoc annum, defehomo/decehomo de ecce homo).
Las mayores diferencias respecto al castellano normativo, en cuanto a vocabulario, se encuentran especialmente en términos especializados y de uso poco común como los referidos a útiles o tareas agrícolas: esteva, toza, pescuño, varijá, bóllega, abujo, finarte, empiedro, trócola. Sin embargo, algunos han pasado a tener otros significados por analogía, en sentido figurado, etc. Así un pescuño, que en origen es una pieza del arado o una porción de tierra en un bancal; por su forma de cuña también ha pasado a designar un tasajo grande de carne. También el término trócola (en origen una polea de los molinos de viento) ha pasado en algunas zonas, con sentido figurado, a designar a jóvenes a los que les gusta cierta música de baile, bacalaero/-a.
También son abundantes los términos compuestos: mascabillotas, retusalindes, esgarracolchas, estripaterrones, etc.

## Gramática
Gramaticalmente, se observan rasgos como una tendencia a la masculinización de algunos nombres femeninos (rano, cabro, ovejo, gallino), frente a la feminización de otros (serpienta). En algunos casos conviven tres vocablos (liebre, neutro o indefinido, liebra, liebre hembra y liebro, liebre macho) para designar un mismo animal, quizá una pervivencia del género neutro. En el habla manchega, así mismo, encontramos palabras de género masculino acabadas en -e.
También son abundantes los fenómenos de contracción, especialmente en construcciones VERBO + que (pueque: puede que o coroque: por anaptixis, creo que), en artículos (l'alcoba: el dormitorio, l'alacena: la despensa); en preposiciones: anca (" a casa de") y enca (" en casa de") ; o con partículas y pronombres se, le, me, etc. También se observa cierto deísmo en algunos verbos: d'ir por ir.
Son mayoritarios, los diminutivos en -ejo/a. En aumentativos la variedad es enorme, existiendo todas las variantes posibles registradas en castellano, aunque son más frecuentes y privativas de la zona, -asco/a o -usco/a (filetasco o filetusco), -aco/a (libraco).
```
También es muy característico, la deformación de 
superlativos
 en la forma del uso de 
-ísmo
 o 
-ímmo
 por 
-ísimo
 (
muchismo
 o 
muchimmo
 : 
muchísimo
). Se observa incluso, quizá de manera festiva y con ánimo de exagerar, la presencia de una especie de 
superlativo superior
 por reduplicación: 
grandismismo
: literalmente, 
muy grandísimo (sic), el más grande de los más grandes
. No existe el superlativo irregular 
-érrimo
 (
pobrismo
: 
paupérrimo
, 
agrismo
: 
acérrimo
)
```

En el habla manchega, también se forman neologismos por la inclusión de sufijos como -ángano/a o -indángano/a: Así de sopa deriva sopángana; de loco, loquindango, etc.
En infinitivos con pronombre enclítico se elide la -r: convidalo por convidarlo, invitarlo. En infinitivos o imperativos que añaden la partícula -se, se elide la -r (en el primer caso) y se añade -n al final en los dos: vesen por verse y véngasen por vénganse.
En las construcciones con valor genitivo se elide la /d/ en la preposición de o se suprime completamente: Coto'e caza por coto de caza, coche' línia por coche de línea, autobús. En las contracciones se mantiene la /l/: Ca'l Conde por Casa del Conde.
Se aprecia una cierta reminiscencia del mozárabe en el imperativo: trai(te) (¿tray- te?) por tráe(te), dai(me) (¿day- me?) por dame. La forma plural experimenta rotacismo, y se asimila al infinitivo del Idioma español (el infinitivo manchego, por lambdaización, suele acabar en -l, partil por partir): venir (p')acá por venid aquí, salir d'ai por salid de ahí.
En los adverbios también existen algunas diferencias respecto al uso normativo. Por ejemplo, los adverbios de lugar que indican proximidad (aquí o acá) o lejanía (allí o allá), conviven el habla manchega con otros como acaquí (con cierto matiz de proximidad inmediata) o acullá (con cierto matiz de lejanía remota). Así mismo existen otras locuciones adverbiales o adverbios propios ((en) comedio), variaciones arcaicas (hogaño, antaño, anier, antier).

## Fonética

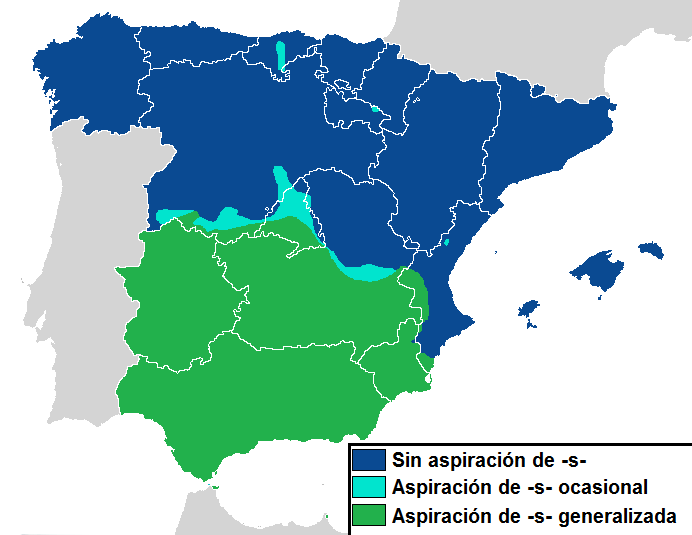

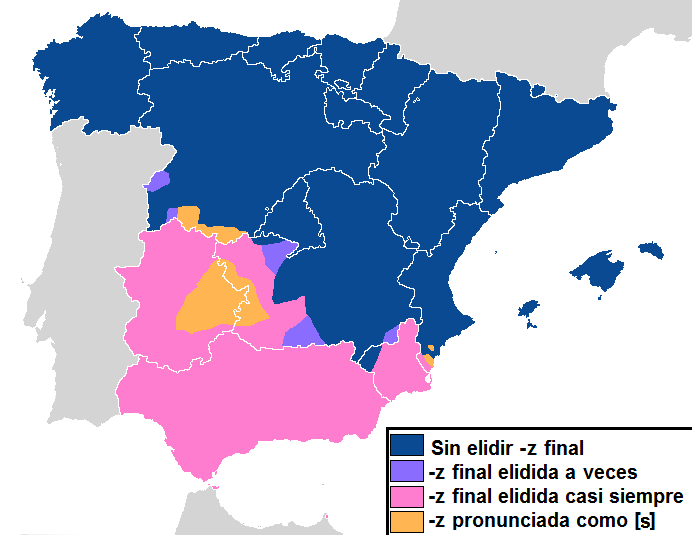

- Debilitamiento de consonantes alveolares:
  - La aspiración de las eses (y zetas) es considerada una de las marcas dialectales claves: /-s, -z/ > [-h].
  - La /d/ intervocálica se elide prácticamente siempre. Es decir, no sólo se elide en la terminación -ado o también en las terminaciones -ada, -ido e -ida. En las palabras nada, todo / todos y cada, la elisión se da en el norte de España también, pero es casi universal en las zonas de habla manchega: ná, tó y cá. En cambio se mantiene en palabras como júnteda (acto de unión de pareja sin vínculo legal, Pareja de hecho). Según los mapas del ALPI, en este rasgo existe alguna diferencia entre Ciudad Real y la mitad occidental de Albacete con la mitad oriental de esa provincia.
  - Respecto a la elisión o aspiración de la /z/ final la situación es notable puesto que, según el ALPI, se dan cuatro de los cuatro casos posibles.
- Pérdida de distintividad fonémica:
  - Yeismo: No existe distinción entre /y/ y /ll/.
  - En ocasiones suele existir transposición entre /r/ y /l/, especialmente en verbos en infinitivo: sartal por saltar, etc. Véase lambdaización y rotacismo.
- Asimilaciones varias:
  - Asimilación de la aspiración ante velar. Una variante de la aspiración que se suele asociar a la ciudad de Madrid, pero es común al dialecto manchego consiste en pronunciar la /s/ o /z/ postvocálica como [x] (el sonido de "j") delante de /k/ o /g/, llegándose a veces a fusionar los sonidos. Así, mosca suena como [moxka] o es que [éxke]. La aspiración de la /s/ es casi universal, dándose hasta en plurales. Es un rasgo muy característico del habla manchega y muy difícil de ocultar conscientemente que, frecuentemente, delata el origen manchego del hablante.
  - /g/, /c/ y /h/ ante la vocal /u/ se convierte indefectiblemente en /b/: busano por gusano, (a)bujero por agujero, bueso por hueso. Por el contrario, /b/ ante /o/ y /u/, se pronuncia como /g/: goína por boina, gufanda por bufanda.
  - En algunas zonas de La Mancha Toledana y Ciudadrealeña las letras Y y Ll pueden llegar a pronunciarse de la misma forma que /s/ o como sh.
- Epéntesis inicial. La /r/ fuerte al principio de palabra, al igual que en el euskera, en ocasiones tiende a adaptar una vocal protética (/a/ en el caso manchego y /e/ en el vasco): arrompel por romper, arrecogel por recoger. En casos como arradio (radio) se puede pensar que es un neologismo acuñado por influjo del artículo, pero en los verbos es difícil de explicar. En otros casos se mantiene igual que en castellano: ray (rey), risera (risa).

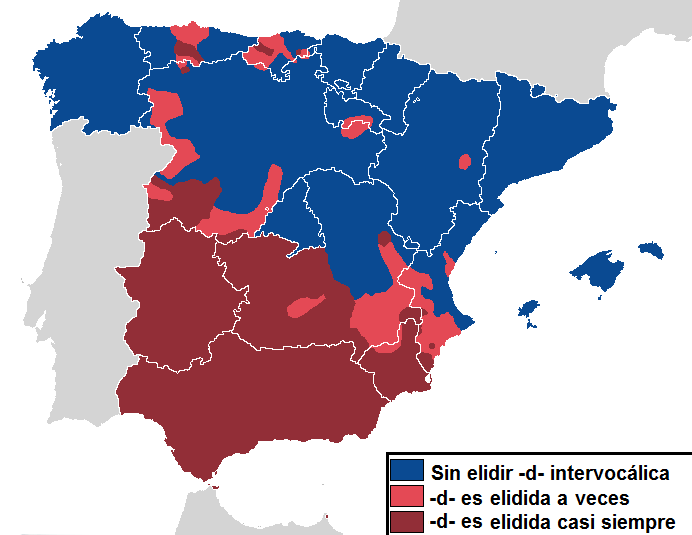

## Supervivencia
La mayoría de hablantes de esta habla son con frecuencia diglósicos y cambian deliberada o inconscientemente de dialecto en los registros formales, utilizando un castellano más normativo -aunque muy salpicado de mancheguismos- ya que consideran vulgar su propia manera normal de hablar. Gracias a programas de televisión humorísticos como La Hora Chanante o Muchachada Nui -cuyos actores son, en su mayoría, manchegos- y especialmente Cruz y Raya se están extendiendo y dando a conocer a toda España muchos giros, entonación pronunciación y vocablos propios de las zonas de habla manchega. No existe una tradición escrita del dialecto, más allá del empleo anecdótico en algunos escritos de carácter literario. En 2025, se editó El Principete, una edición transcrita en habla manchega de la popular novela El principito, de Antoine de Saint-Exupéry.